# Seznam písní v 2. řadě seriálu Glee
Toto je seznam písní z 2. řady seriálu Glee.
Glee je americký hudební komediálně-dramatický seriál, který produkuje televize Fox. Soustředí se na školní sbor New Directions na fiktivní střední škole Williama McKinleyho v Limě ve státě Ohio. Seriál vytvořili Ryan Murphy, Brad Falchuk a Ian Brennan a obsahuje mnoho cover verzí písní, které zpívají různé postavy seriálu. Murphy je zodpovědný za výběr všech písní do seriálů a snaží se udržet rovnováhu mezi melodiemi seriálu a hity, protože chce, aby "v každé epizodě bylo něco pro každého". Když Murphy vybere písně, musí na ně hudební vedoucí P. J. Bloom sehnat práva a hudební producent Adam Anders je hudebně aranžuje pro obsazení Glee. Hudební čísla jsou předem nazpívána, zatímco choreograf Zach Woodlee k nim vytváří choreografii, kterou pak naučí herce a celé hudební číslo se natočí. Proces začíná tak 6-8 týdnů před natáčením každé epizody a může končit později než jeden den před začátkem natáčení. Pro prvních třináct epizod seriálu v první řadě bylo v seriálu průměrně pět písní na epizodu a v posledních devíti epizodách první řady se průměr zvětšil na osm písní za epizodu. V druhé řadě je v seriálu v průměru šest písní na epizodu.
Písně obsažené v seriálu jsou dostupné ke stažení na iTunes Store, dva týdny před vysíláním nové epizody a prostřednictvím dalších digitálních výstupů a mobilních operátorů o týden později. Druhá řada měla tři epizody vzdávající poctu: „Britney/Brittany", která věnovala písně Britney Spears; „Rocky Horror Glee Show", epizoda obsahující písně z muzikálu The Rocky Horror Show a „Drby", první epizoda, která vzdávala hold albu, konkrétně Rumours od skupiny Fleetwood Mac. Další epizody v druhé řadě také obsahovaly původní písně, napsané přímo pro seriál. Extended Play nazvané Glee: The Music, The Rocky Horror Glee Show s pěti písněmi z páté epizody seriálu bylo vydáno dne 19. října 2010. V listopadu 2010 vyšla dvě soundtracková alba, Glee: The Music, The Christmas Album a Glee: The Music, Volume 4. Šesté soundtrackové album seriálu, Glee: The Music, Volume 5, bylo vydáno v březnu 2011 a sedmé, Glee: The Music Presents the Warblers, následující měsíc. Osmé album, Glee: The Music, Volume 6, bylo vydáno dne 23. května 2011.

## Zpívající
Většinu písní zpíval sbor New Directions, mezi jehož členy patří Artie Abrams (Kevin McHale), Rachel Berry (Lea Michele), Mike Chang (Harry Shum, Jr.), Tina Cohen-Chang (Jenna Ushkowitz), Quinn Fabray (Dianna Agron), Finn Hudson (Cory Monteith), Kurt Hummel (Chris Colfer), Mercedes Jones (Amber Riley), Santana Lopez (Naya Rivera), Brittany Pierce (Heather Morris) a Noah Puckerman (Mark Salling), plus vedoucí sboru Will Schuester (Matthew Morrison). Nicméně na konci epizody „Furt", přestupuje Kurt na Daltonovu akademii, kde se přidá ke konkurenčnímu sboru. Na jeho místo v New Directions nastupuje studentka Lauren Zizes (Ashley Fink) a ta zůstává ve sboru i po návratu Kurta v epizodě „Takoví jsme se narodili". Během druhé řady se k New Directions přidá přistěhovalý student a sportovec Sam Evans (Chord Overstreet) a studentka ze zahraniční výměny z McKinley High, Sunshine Corazon (Charice Pempengco) se snaží dostat do New Directions, ale ačkoliv je přijata, místo toho přestupuje na střední školu Carmel High a přidá se k rivalskému sboru Vocal Adrenaline. Jayma Mays vystupuje jako školní výchovná poradkyně Emma Pillsbury a hostující hvězdy John Stamos, Dot-Marie Jones a Kristin Chenoweth vystupují jako zubař Carl Howell, fotbalová trenérka Beiste a April Rhodes. Darren Criss ztvárňuje roli Blaina Andersona, hlavního zpěváka rivalského sboru z Daltonovy akademie Warblers (Stehlíci) a Gwyneth Paltrow hostuje a vystupuje jako Holly Holliday, suplující učitelka. Trenérka roztleskávaček Sue Sylvester (Jane Lynch) zpívá se svou matkou Doris (Carol Burnettová) a jednou i s New Directions. Stejně jako v první řadě, jsou Lynch a Mays uvedeny s vokály na některých soundtrackových albech, ačkoliv se neobjevily na obrazovce v žádné z písní.

## Písně
| Název                                                      | Původní interpret                     | Interpret v seriálu | Epizoda                       | Singl | Album                                           |
| ---------------------------------------------------------- | ------------------------------------- | --- | ----------------------------- | ----- | ----------------------------------------------- |
| „Empire State of Mind"                                     | Jay-Z feat. Alicia Keys               | New Directions | 1. „Konkurz"                  | Ano   | Volume 4                                        |
| „Every Rose Has Its Thorn"                                 | Poison                                | Sam Evans | 1. „Konkurz"                  | Ne    | TBA                                             |
| „Telephone"                                                | Lady Gaga feat. Beyoncé               | Sunshine Corazon a Rachel Berry                                                                                          | 1. „Konkurz"                  | Ano   | The Complete Season Two                         |
| „Getting to Know You"                                      | muzikál The King and I                | Tina Cohen-Chang | 1. „Konkurz"                  | Ne    | TBA                                             |
| „Billionaire"                                              | Travie McCoy feat. Bruno Mars         | Sam Evans s mužskými členy New Directions, s výjimkou Kurta Hummela                                                      | 1. „Konkurz"                  | Ano   | Volume 4                                        |
| „The Power"                                                | Snap!                                 | Finn Hudson | 1. „Konkurz"                  | Ne    | TBA                                             |
| „Listen"                                                   | Dreamgirls                            | Sunshine Corazon | 1. „Konkurz"                  | Ano   | The Complete Season Two                         |
| „What I Did for Love"                                      | A Chorus Line                         | Rachel Berry | 1. „Konkurz"                  | Ano   | Love Songs                                      |
| „I'm a Slave 4 U"                                          | Britney Spears                        | Brittany Pierce | 2. „Britney/Brittany"         | Ano   | Dance Party                                     |
| „Me Against the Music"                                     | Britney Spears feat. Madonna          | Brittany Pierce a Santana Lopez                                                                                          | 2. „Britney/Brittany"         | Ano   | Volume 4                                        |
| „...Baby One More Time"                                    | Britney Spears                        | Rachel Berry | 2. „Britney/Brittany"         | Ano   | The Complete Season Two                         |
| „Sailing"                                                  | Christopher Cross                     | Will Schuester | 2. "Britney/Brittany"         | Ne    | TBA                                             |
| "Stronger"                                                 | Britney Spears                        | Artie Abrams s fotbalisty McKinley High Titans                                                                           | 2. „Britney/Brittany"         | Ano   | Volume 4                                        |
| „Toxic"                                                    | Britney Spears                        | Brittany Pierce, Rachel Berry a Will Schuester s New Directions                                                          | 2. „Britney/Brittany"         | Ano   | Volume 4                                        |
| „The Only Exception"                                       | Paramore                              | Rachel Berry s Quinn Fabray, Mercedes Jones a Santanou Lopez                                                             | 2. „Britney/Brittany"         | Ano   | Volume 4                                        |
| „Only the Good Die Young"                                  | Billy Joel                            | Noah Puckerman s New Directions                                                                                          | 3. „Boží sendvič"             | Ano   | The Complete Season Two                         |
| „I Look to You"                                            | Whitney Houston                       | Mercedes Jones s Quinn Fabray a Tinou Cohen-Chang                                                                        | 3. „Boží sendvič"             | Ano   | The Complete Season Two                         |
| „Papa, Can You Hear Me?"                                   | Barbra Streisandová                   | Rachel Berry | 3. „Boží sendvič"             | Ano   | The Complete Season Two                         |
| „I Want to Hold Your Hand"                                 | The Beatles                           | Kurt Hummel | 3. „Boží sendvič"             | Ano   | Volume 4                                        |
| „Losing My Religion"                                       | R.E.M.                                | Finn Hudson | 3. „Boží sendvič"             | Ano   | The Complete Season Two                         |
| „Bridge over Troubled Water"                               | Aretha Franklinová                    | Mercedes Jones s kostelovým sborem                                                                                       | 3. „Boží sendvič"             | Ano   | The Complete Season Two                         |
| „One of Us"                                                | Joan Osborne                          | New Directions | 3. „Boží sendvič"             | Ano   | Volume 4                                        |
| „Don't Go Breaking My Heart"                               | Elton John a Kiki Dee                 | Rachel Berry a Finn Hudson                                                                                               | 4. „Soutěž v duetech"         | Ano   | Love Songs                                      |
| „River Deep – Mountain High"                               | Ike & Tina Turner                     | Mercedes Jones a Santana Lopez                                                                                           | 4. „Soutěž v duetech"         | Ano   | Volume 4                                        |
| „Le Jazz Hot!"                                             | muzikál Victor/Victoria               | Kurt Hummel | 4. „Soutěž v duetech"         | Ano   | The Complete Season Two                         |
| „Sing!"                                                    | A Chorus Line                         | Mike Chang a Tina Cohen-Chang s New Directions                                                                           | 4. „Soutěž v duetech"         | Ano   | The Complete Season Two                         |
| „With You I'm Born Again"                                  | Billy Preston a Syreeta Wright        | Rachel Berry a Finn Hudson                                                                                               | 4. „Soutěž v duetech"         | Ne    | TBA                                             |
| „Lucky"                                                    | Jason Mraz a Colbie Caillat           | Sam Evans a Quinn Fabray                                                                                                 | 4. „Soutěž v duetech"         | Ano   | Volume 4                                        |
| „Get Happy" / „Happy Days Are Here Again"                  | Judy Garlandová a Barbra Streisandová | Rachel Berry a Kurt Hummel                                                                                               | 4. „Soutěž v duetech"         | Ano   | The Complete Season Two                         |
| „Science Fiction/Double Feature"                           | The Rocky Horror Show                 | Santana Lopez | 5. „Rocky Horror Glee Show"   | Ne    | The Rocky Horror Glee Show                      |
| „Over at the Frankenstein Place"                           | The Rocky Horror Show                 | Rachel Berry a Finn Hudson s New Directions                                                                              | 5. „Rocky Horror Glee Show"   | Ne    | The Rocky Horror Glee Show                      |
| „Dammit Janet"                                             | The Rocky Horror Show                 | Finn Hudson a Rachel Berry s Quinn Fabray, Kurtem Hummelem a Mercedes Jones                                              | 5. „Rocky Horror Glee Show"   | Ne    | The Rocky Horror Glee Show                      |
| „Whatever Happened To Saturday Night?"                     | The Rocky Horror Show                 | Carl Howell s New Directions                                                                                             | 5. „Rocky Horror Glee Show"   | Ne    | The Rocky Horror Glee Show                      |
| „Sweet Transvestite"                                       | The Rocky Horror Show                 | Mercedes Jones s Brittany Pierce a Santanou Lopez                                                                        | 5. "Rocky Horror Glee Show"   | Ne    | The Rocky Horror Glee Show                      |
| „Touch-a, Touch-a, Touch-a, Touch Me"                      | The Rocky Horror Show                 | Emma Pillsbury, Santana Lopez a Brittany Pierce s Willem Schuesterem, Kurtem Hummelem, Carlem Howellem a Finnem Hudsonem | 5. „Rocky Horror Glee Show"   | Ne    | The Rocky Horror Glee Show                      |
| „Time Warp"                                                | The Rocky Horror Show                 | New Directions | 5. „Rocky Horror Glee Show"   | Ne    | The Rocky Horror Glee Show                      |
| „One Love/People Get Ready"                                | Bob Marley & The Wailers              | Noah Puckerman a Artie Abrams                                                                                            | 6. „Nepolíbená"               | Ano   | Volume 4                                        |
| „Teenage Dream"                                            | Katy Perry                            | Dalton Academy Warblers                                                                                                  | 6. „Nepolíbená"               | Ano   | Volume 4, Glee: The Music Presents the Warblers |
| „Start Me Up" / „Livin' on a Prayer"                       | The Rolling Stones / Bon Jovi         | ženské členky New Directions                                                                                             | 6. „Nepolíbená"               | Ano   | The Complete Season Two                         |
| „Stop! In the Name of Love" / „Free Your Mind"             | The Supremes / En Vogue               | mužští členové New Directions                                                                                            | 6. „Nepolíbená"               | Ano   | The Complete Season Two                         |
| „Conjunction Junction"                                     | Schoolhouse Rock!                     | Holly Holliday | 7. „Suplentka"                | Ne    | TBA                                             |
| „Forget You"                                               | CeeLo Green                           | Holly Holliday s New Directions                                                                                          | 7. „Suplentka"                | Ano   | Volume 4                                        |
| „Make 'Em Laugh"                                           | Donald O'Connor                       | Will Schuester s Mikem Changem                                                                                           | 7. „Suplentka"                | Ano   | The Complete Season Two                         |
| „Nowadays / Hot Honey Rag"                                 | Chicago                               | Holly Holliday a Rachel Berry                                                                                            | 7. „Suplentka"                | Ano   | The Complete Season Two                         |
| „Singin' in the Rain" / „Umbrella"                         | Gene Kelly / Rihanna feat. Jay-Z      | Holly Holliday a Will Schuester s New Directions                                                                         | 7. „Suplentka"                | Ano   | The Complete Season Two                         |
| „Ohio"                                                     | Wonderful Town                        | Sue Sylvester a Doris Sylvester                                                                                          | 8. „Furt"                     | Ano   | The Complete Season Two                         |
| „Marry You"                                                | Bruno Mars                            | New Directions | 8. „Furt"                     | Ano   | Volume 4                                        |
| „Sway"                                                     | Michael Bublé                         | Will Schuester | 8. „Furt"                     | Ano   | Volume 4                                        |
| „Just the Way You Are"                                     | Bruno Mars                            | Finn Hudson s New Directions                                                                                             | 8. „Furt"                     | Ano   | Volume 4                                        |
| „Don't Cry for Me Argentina"                               | Evita                                 | Rachel Berry a Kurt Hummel                                                                                               | 9. „Kurtova válka"            | Ano   | The Complete Season Two                         |
| „The Living Years"                                         | Mike + The Mechanics                  | sbor Bokovky | 9. „Kurtova válka"            | Ano   | The Complete Season Two                         |
| „Hey, Soul Sister"                                         | Train                                 | Dalton Academy Warblers                                                                                                  | 9. „Kurtova válka"            | Ano   | Presents the Warblers                           |
| „(I've Had) The Time of My Life"                           | Bill Medley a Jennifer Warnes         | Sam Evans a Quinn Fabray s New Directions                                                                                | 9.„Kurtova válka"             | Ano   | Volume 4                                        |
| „Valerie"                                                  | Mark Ronson feat. Amy Winehouse       | Santana Lopez s New Directions                                                                                           | 9. „Kurtova válka"            | Ano   | Volume 4                                        |
| „Dog Days Are Over"                                        | Florence and the Machine              | Tina Cohen-Chang a Mercedes Jones s New Directions                                                                       | 9. „Kurtova válka"            | Ano   | The Complete Season Two                         |
| „The Most Wonderful Day of the Year"                       | Rudolph the Red-Nosed Reindeer        | New Directions | 10. „Vánoce"                  | Ne    | The Christmas Album                             |
| „We Need a Little Christmas"                               | muzikál Mame                          | Mercedes Jones s New Directions                                                                                          | 10. „Vánoce"                  | Ne    | The Christmas Album                             |
| „Merry Christmas Darling"                                  | Carpenters                            | Rachel Berry | 10. „Vánoce"                  | Ne    | The Christmas Album                             |
| „Baby, It's Cold Outside"                                  | Frank Loesser a Lynn Garland          | Kurt Hummel a Blaine Anderson                                                                                            | 10. „Vánoce"                  | Ne    | The Christmas Album                             |
| „You're a Mean One, Mr. Grinch"                            | How the Grinch Stole Christmas!       | k.d. lang | 10. „Vánoce"                  | Ne    | The Christmas Album                             |
| „Last Christmas"                                           | Wham!                                 | Rachel Berry a Finn Hudson                                                                                               | 10. „Vánoce"                  | Ano   | The Christmas Album                             |
| „Welcome Christmas"                                        | How the Grinch Stole Christmas!       | New Directions | 10. „Vánoce"                  | Ano   | The Complete Season Two                         |
| „California Gurls" *                                       | Katy Perry feat. Snoop Dogg           | roztleskávačky McKinley High                                                                                             | 11. „Sue v rozpacích"         | Ne    | TBA                                             |
| „Need You Now"                                             | Lady Antebellum                       | Rachel Berry a Noah Puckerman                                                                                            | 11. „Sue v rozpacích"         | Ano   | Volume 5                                        |
| „She's Not There"                                          | The Zombies                           | Finn Hudson s fotbalisty McKinley High Titans                                                                            | 11. „Sue v rozpacích"         | Ano   | Volume 5                                        |
| „Bills, Bills, Bills"                                      | Destiny's Child                       | Dalton Academy Warblers                                                                                                  | 11. „Sue v rozpacích"         | Ano   | Presents the Warblers                           |
| „Thriller" / „Heads Will Roll"                             | Michael Jackson / Yeah Yeah Yeahs     | New Directions s fotbalisty McKinleyovy střední                                                                          | 11. „Sue v rozpacích"         | Ano   | Volume 5                                        |
| „Fat Bottomed Girls"                                       | Queen                                 | Noah Puckerman s mužskými členy New Directions                                                                           | 12. „Hloupé písně o lásce"    | Ano   | Volume 5                                        |
| „P.Y.T. (Pretty Young Thing)"                              | Michael Jackson                       | Artie Abrams s Mikem Changem a New Directions                                                                            | 12. „Hloupé písně o lásce"    | Ano   | Volume 5                                        |
| „When I Get You Alone"                                     | Robin Thicke                          | Dalton Academy Warblers                                                                                                  | 12. „Hloupé písně o lásce"    | Ano   | Presents the Warblers                           |
| „My Funny Valentine"                                       | muzikál Babes in Arms                 | Tina Cohen-Chang | 12. „Hloupé písně o lásce"    | Ne    | TBA                                             |
| „Firework"                                                 | Katy Perry                            | Rachel Berry s ženskými členkami New Directions                                                                          | 12. „Hloupé písně o lásce"    | Ano   | Volume 5                                        |
| „Silly Love Songs"                                         | Wings                                 | Dalton Academy Warblers                                                                                                  | 12. „Hloupé písně o lásce"    | Ano   | Presents the Warblers                           |
| „Baby"                                                     | Justin Bieber feat. Ludacris          | Sam Evans | 13. „Návrat"                  | Ano   | Volume 5                                        |
| „Somebody to Love"                                         | Justin Bieber                         | Sam Evans, Artie Abrams, Noah Puckerman a Mike Chang                                                                     | 13. „Návrat"                  | Ano   | Volume 5                                        |
| „Take Me or Leave Me"                                      | Rent                                  | Rachel Berry a Mercedes Jones                                                                                            | 13. „Návrat"                  | Ano   | Volume 5                                        |
| „This Little Light of Mine"                                | Tradiční                              | Will Schuester, Sue Sylvester a pacienti na pediatrii                                                                    | 13. „Návrat"                  | Ne    | TBA                                             |
| „I Know What Boys Like"                                    | The Waitresses                        | Lauren Zizes s Brittany Pierce a Tinou Cohen-Chang                                                                       | 13. „Návrat"                  | Ano   | Dance Party                                     |
| „Sing"                                                     | My Chemical Romance                   | New Directions se Sue Sylvester                                                                                          | 13. "Návrat"                  | Ano   | Volume 5                                        |
| „My Headband"                                              | Původní píseň                         | Rachel Berry | 14. „Za to může alkohol"      | Ne    | TBA                                             |
| „Don't You Want Me"                                        | The Human League                      | Rachel Berry a Blaine Anderson                                                                                           | 14. „Za to může alkohol"      | Ano   | Volume 5                                        |
| „Blame It"                                                 | Jamie Foxx feat. T-Pain               | Artie Abrams, Noah Puckerman, Mercedes Jones a Santana Lopez s New Directions                                            | 14. „Za to může alkohol"      | Ano   | Dance Party                                     |
| „One Bourbon, One Scotch, One Beer"                        | George Thorogood                      | Shannon Beiste a Will Schuester                                                                                          | 14. „Za to může alkohol"      | Ano   | The Complete Season Two                         |
| „Tik Tok"                                                  | Ke$ha                                 | Brittany Pierce s New Directions                                                                                         | 14. „Za to může alkohol"      | Ano   | Dance Party                                     |
| „Do You Wanna Touch Me (Oh Yeah)"                          | Joan Jett                             | Holly Holliday s New Directions                                                                                          | 15. „Sexy"                    | Ano   | Volume 5                                        |
| „Animal"                                                   | Neon Trees                            | Blaine Anderson, Kurt Hummel a Dalton Academy Warblers                                                                   | 15. „Sexy"                    | Ano   | Presents the Warblers                           |
| „Kiss"                                                     | Prince a The Revolution               | Will Schuester a Holly Holliday                                                                                          | 15. „Sexy"                    | Ano   | Volume 5                                        |
| „Landslide"                                                | Dixie Chicks                          | Holly Holliday se Santanou Lopez a Brittany Pierce                                                                       | 15. „Sexy"                    | Ano   | Volume 5                                        |
| „Afternoon Delight"                                        | Starland Vocal Band                   | Carl Howell, Noah Puckerman, Rachel Berry, Emma Pillsbury a Quinn Fabray                                                 | 15. „Sexy"                    | Ano   | The Complete Season Two                         |
| „Misery"                                                   | Maroon 5                              | Dalton Academy Warblers                                                                                                  | 16. „Původní píseň"           | Ano   | Presents the Warblers                           |
| „Only Child"                                               | Původní píseň                         | Rachel Berry | 16. „Původní píseň"           | Ne    | TBA                                             |
| „Blackbird"                                                | The Beatles                           | Kurt Hummel s Dalton Academy Warblers                                                                                    | 16. „Původní píseň"           | Ano   | Presents the Warblers                           |
| „Trouty Mouth"                                             | Původní píseň                         | Santana Lopez | 16. „Původní píseň"           | Ano   | The Complete Season Two                         |
| „Big Ass Heart"                                            | Původní píseň                         | Noah Puckerman | 16. „Původní píseň"           | Ano   | The Complete Season Two                         |
| „Hell to the No"                                           | Původní píseň                         | Mercedes Jones s Tinou Cohen-Chang, Santanou Lopez, Brittany Pierce a Lauren Zizes                                       | 16. „Původní píseň"           | Ano   | The Complete Season Two                         |
| „Jesus Is My Friend"                                       | Sonseed                               | Aural Intensity | 16. „Původní píseň"           | Ne    | TBA                                             |
| „Candles"                                                  | Hey Monday                            | Blaine Anderson, Kurt Hummel a Dalton Academy Warblers                                                                   | 16. „Původní píseň"           | Ano   | Presents the Warblers                           |
| „Raise Your Glass"                                         | Pink                                  | Dalton Academy Warblers                                                                                                  | 16. „Původní píseň"           | Ano   | Presents the Warblers                           |
| „Get It Right"                                             | Původní píseň                         | Rachel Berry s Brittany Pierce, Tinou Cohen-Chang a ženskými členkami New Directions                                     | 16. „Původní píseň"           | Ano   | Volume 5                                        |
| „Loser Like Me"                                            | Původní píseň                         | New Directions | 16. „Původní píseň"           | Ano   | Volume 5                                        |
| „All by Myself"                                            | Céline Dion                           | Sunshine Corazon | 17. „Večer přehlížených"      | Ano   | The Complete Season Two                         |
| „Follow Rivers"                                            | Lykke Li                              | Tina Cohen-Chang | 17. „Večer přehlížených"      | Ano   | The Complete Season Two                         |
| „Bubble Toes" *                                            | Jack Johnson                          | Mike Chang | 17. „Večer přehlížených"      | Ne    | TBA                                             |
| „Turning Tables"                                           | Adele                                 | Holly Holliday | 17. „Večer přehlížených"      | Ano   | Volume 6                                        |
| „Ain't No Way"                                             | Aretha Franklinová                    | Mercedes Jones s kostelním sborem                                                                                        | 17. „Večer přehlížených"      | Ano   | The Complete Season Two                         |
| „I Feel Pretty" / „Unpretty"                               | West Side Story / TLC                 | Quinn Fabray a Rachel Berry                                                                                              | 18. „Takoví jsme se narodili" | Ano   | Volume 6                                        |
| „I've Gotta Be Me"                                         | Sammy Davis mladší                    | Finn Hudson s Mikem Changem                                                                                              | 18. „Takoví jsme se narodili" | Ano   | The Complete Season Two                         |
| „Somewhere Only We Know"                                   | Keane                                 | Blaine Anderson s Dalton Academy Warblers                                                                                | 18. „Takoví jsme se narodili" | Ano   | Presents the Warblers                           |
| „As If We Never Said Goodbye"                              | muzikál Sunset Boulevard              | Kurt Hummel | 18. „Takoví jsme se narodili" | Ano   | Volume 6                                        |
| „Barbra Streisand" *                                       | Duck Sauce                            | New Directions | 18. „Takoví jsme se narodili" | Ne    | TBA                                             |
| „Born This Way"                                            | Lady Gaga                             | Kurt Hummel, Tina Cohen-Chang a Mercedes Jones s New Directions                                                          | 18. „Takoví jsme se narodili" | Ano   | Volume 6                                        |
| „Dreams"                                                   | Fleetwood Mac                         | April Rhodes a Will Schuester                                                                                            | 19. „Drby"                    | Ano   | Volume 6                                        |
| „Never Going Back Again"                                   | Fleetwood Mac                         | Artie Abrams | 19. „Drby"                    | Ano   | The Complete Season Two                         |
| „Songbird"                                                 | Fleetwood Mac                         | Santana Lopez | 19. „Drby"                    | Ano   | Volume 6                                        |
| „I Don't Want to Know"                                     | Fleetwood Mac                         | Quinn Fabray a Finn Hudson                                                                                               | 19. „Drby"                    | Ano   | The Complete Season Two                         |
| „Nice to Meet You, Have I Slept with You?"                 | Původní píseň                         | April Rhodes a Will Schuester                                                                                            | 19. „Drby"                    | Ne    | TBA                                             |
| „Go Your Own Way"                                          | Fleetwood Mac                         | Rachel Berry | 19. „Drby"                    | Ano   | Volume 6                                        |
| „Don't Stop"                                               | Fleetwood Mac                         | Sam Evans, Quinn Fabray, Finn Hudson a Rachel Berry s New Directions                                                     | 19. „Drby"                    | Ano   | Volume 6                                        |
| „Rolling in the Deep"                                      | John Legend                           | Rachel Berry a Jesse St. James                                                                                           | 20. „Královna plesu"          | Ano   | Volume 6                                        |
| „Isn't She Lovely?"                                        | Stevie Wonder                         | Artie Abrams s Finnem Hudsonem, Samem Evansem, Noahem Puckermanem a Mickem Changem                                       | 20. „Královna plesu"          | Ano   | Volume 6                                        |
| „Friday"                                                   | Rebecca Black                         | Artie Abrams, Sam Evans a Noah Puckerman                                                                                 | 20. „Královna plesu"          | Ano   | The Complete Season Two                         |
| „Jar of Hearts"                                            | Christina Perri                       | Rachel Berry | 20. „Královna plesu"          | Ano   | The Complete Season Two                         |
| „I'm Not Gonna Teach Your Boyfriend How to Dance with You" | Black Kids                            | Blaine Anderson s Tinou Cohen-Chang a Brittany Pierce                                                                    | 20. „Královna plesu"          | Ano   | Dance Party                                     |
| „Dancing Queen"                                            | ABBA                                  | Santana Lopez a Mercedes Jones                                                                                           | 20. „Královna plesu"          | Ano   | Volume 6                                        |
| „Back to Black"                                            | Amy Winehouse                         | Santana Lopez | 21. „Pohřeb"                  | Ano   | The Complete Season Two                         |
| „Some People"                                              | muzikál Gypsy: A Musical Fable        | Kurt Hummel | 21. „Pohřeb"                  | Ano   | The Complete Season Two                         |
| „Try a Little Tenderness"                                  | Otis Redding                          | Mercedes Jones | 21. „Pohřeb"                  | Ano   | Volume 6                                        |
| „My Man"                                                   | Barbra Streisandová                   | Rachel Berry | 21. „Pohřeb"                  | Ano   | Volume 6                                        |
| „Pure Imagination"                                         | Karlík a továrna na čokoládu          | Kurt Hummel, Tina Cohen-Chang a New Directions                                                                           | 21. „Pohřeb"                  | Ano   | Volume 6                                        |
| „My Cup"                                                   | Původní píseň                         | Brittany Pierce a Artie Abrams                                                                                           | 22. „New York"                | Ano   | The Complete Season Two                         |
| „I Love New York" / "New York, New York"                   | Madonna / muzikál On the Town         | New Directions | 22. „New York"                | Ano   | The Complete Season Two                         |
| „Still Got Tonight"                                        | Matthew Morrison                      | Will Schuester | 22. „New York"                | Ne    | Matthew Morrison                                |
| „Bella Notte"                                              | Lady a Tramp                          | Noah Puckerman, Sam Evans, Mike Chang a Artie Abrahams                                                                   | 22. „New York"                | Ano   | Volume 6                                        |
| „For Good"                                                 | Čarodějka                             | Rachel Berry a Kurt Hummel                                                                                               | 22. „New York"                | Ano   | The Complete Season Two                         |
| „Yeah!"                                                    | Usher feat. Lil John a Ludacris       | Nejmenovaná ženská a cappella skupina                                                                                    | 22. „New York"                | Ano   | Dance Party                                     |
| „As Long as You're There"                                  | Původní píseň                         | Sunshine Corazon s Vocal Adrenaline                                                                                      | 22. „New York"                | Ano   | Volume 6                                        |
| "Pretending"                                               | Původní píseň                         | Rachel Berry a Finn Hudson                                                                                               | 22. „New York"                | Ano   | Volume 6                                        |
| „Light Up the World"                                       | Původní píseň                         | New Directions | 22. „New York"                | Ano   | Volume 6                                        |

### Legenda
- * - pouze taneční vystoupení